# Warrior (filme de 2011)
Warrior (Warrior - Combate Entre Irmãos (título em Portugal) ou Guerreiro (título no Brasil)) é um filme estadunidense de 2011, dirigido por Gavin O'Connor e estrelado por Tom Hardy, Joel Edgerton e Nick Nolte. O filme foi lançado nos Estados Unidos em 9 de setembro de 2011, onde recebeu críticas positivas e garantiu uma indicação a Nick Nolte ao Oscar 2012.

## Sinopse
Tommy Riordan, um ex-fuzileiro naval que serviu no Iraque, retorna para Pittsburgh, sua cidade natal, onde será treinado pelo pai, a fim de participar de um  campeonato de artes marciais. No transcorrer da disputa, seu destino acaba se cruzando com o de seu irmão Brendan Conlon, que luta para proporcionar melhores condições de vida para a sua família.

## Elenco
| Ator/Atriz               | Personagem                   |
| ------------------------ | ---------------------------- |
| Joel Edgerton            | Brendan Conlon               |
| Tom Hardy                | Tommy Conlon / Tommy Riordan |
| Nick Nolte               | Paddy Conlon                 |
| Jennifer Morrison        | Tess Conlon                  |
| Frank Grillo             | Campana                      |
| Kurt Angle               | Koba                         |
| Kevin Dunn               | Joe Zito                     |
| Jake McLaughlin          | Mark Bradford                |
| Denzel Whitaker          | Stephon                      |
| Noah Emmerich            | Dan Taylor                   |
| Erik Apple               | Pete "Mad Dog" Grimes        |
| Nate Marquardt           | Karl Kruller                 |
| Anthony "Rumble" Johnson | Orlando "Midnight" Lee       |

- O filme conta também com as aparições de Josh Rosenthal, Bryan Callen, Rashad Evans, Scott Menville e Stephan Bonnar, atuando como eles mesmos.

## Recepção da crítica
Warrior teve recepção geralmente favorável por parte da crítica especializada. Em base de 35 avaliações profissionais, alcançou metascore de 71% no Metacritic. Por votos dos usuários do site, atinge uma nota de 8.4, usada para avaliar a recepção do público.